# Flughafen Xi’an-Xianyang

i7
i11
i13
Xi’an Xianyang International Airport (chinesisch 西安咸阳国际机场, Pinyin Xī'ān Xiányáng Guójì Jīchǎng, IATA-Code: XIY, ICAO-Code: ZLXY) ist der Flughafen der Provinzhauptstadt Xi’an, Shaanxi in der Volksrepublik China. Der Flughafen befindet sich aber im Stadtgebiet der benachbarten Stadt Xianyang. Er ist der größte Flughafen in Nordwest-China und liegt 43 km vom Stadtzentrum von Xi’an entfernt. Er ist ein Drehkreuz von China Eastern Airlines.

## Geschichte
Bereits 1984 plante der Staatsrat der Volksrepublik China den Flughafen auszubauen. Der Ausbau des Flughafens wurde in mehrere Phasen unterteilt, so dass der alte Flughafen Xi’an Xiguan nach Abschluss der ersten Phase 1991 geschlossen werden konnte. Seit dem Jahr 2000 wurden weitere Um- und Ausbauten (Terminalgebäude, Frachtabfertigungsgebäude und Hotels) vorgenommen. Am 3. Mai 2012 wurden eine zweite Start- und Landebahn und ein drittes Terminalgebäude in Betrieb genommen.
Ab 2008 hielt die Fraport AG über Fraport Asia Ltd. 24,5 Prozent der Flughafen-Managementgesellschaft. Die Anteile wurden im Mai 2022 wieder veräußert.

## Fluggesellschaften
Der Flughafen Xi’an Xianyang ist der Heimatflughafen der Fluggesellschaften Chang An Airlines und Joy Air und ein Drehkreuz der Fluggesellschaften Okay Airways, Tianjin Airlines, Hainan Airlines, Sichuan Airlines, Shenzhen Airlines und China Eastern Airlines.
Aus Europa fliegen Air France, Alitalia, British Airways, Finnair, KLM, Lufthansa, TAP Air Portugal, Turkish Airlines und Ural Airlines den Flughafen an.

## Verkehrszahlen
| Jahr | Fluggastaufkommen | Luftfracht (Tonnen) | Flugbewegungen |
| ---- | ----------------- | ------------------- | -------------- |
| 2018 | 44.653.433        | 312.555             | 329.783        |
| 2017 | 41.856.604        | 259.883             | 318.248        |
| 2016 | 36.996.728        | 233.779             | 290.193        |
| 2015 | 32.970.150        | 211.591             | 266.807        |
| 2014 | 29.177.459        | 185.889             | 244.336        |